# 佛尔递降反应
佛尔递降反应（Wohl递降反应、Wohl递降法）是糖化学中使醛糖碳链缩短的常用反应之一，由阿尔弗雷德·佛尔（Alfred Wohl）于1893年发现。
该反应的一个改进方法是用糖类与羟胺和甲醇钠反应生成糖肟，然后与乙酸酐在乙酸/乙酸钠中作用乙酰化并失水，生成五乙酰化的腈。该腈类在甲醇钠的甲醇溶液中，发生羰基与氰化氢加成的逆反应，同时发生酯交换反应，生成少一个碳原子的醛糖。
下图是葡萄糖通过Wohl递降转化为阿拉伯糖的过程。